# Eupithecia suffusa
Eupithecia suffusa är en fjärilsart som beskrevs av Karl Dietze 1913. Eupithecia suffusa ingår i släktet Eupithecia och familjen mätare. Inga underarter finns listade i Catalogue of Life.